# Stachytarpheta hybrida
Stachytarpheta hybrida är en verbenaväxtart som beskrevs av Harold Norman Moldenke. Stachytarpheta hybrida ingår i släktet Stachytarpheta och familjen verbenaväxter. Inga underarter finns listade i Catalogue of Life.